# N.E.C.
A Nijmegen Eendracht Combinatie, ismertebb nevén N.E.C., holland labdarúgóklub Nijmegen városból, amely az Eredivisieben játszik.

## Története
A klubot 1900. november 15-én alapította három munkásember, név szerint August Lodenstijn, Antoon Kuypers és Wouter de Lent. A klubot akkor még Eendracht Nijmegen néven alapították.
Kezdetben pénzhiány miatt csak barátságos mérkőzéseken illetve 1903-tól a városi bajnokságban léptek pályára, utóbbinak az első kiírását rögtön meg is nyerték, majd két év múlva 1905-ben a regionális ligából feljutottak a holland másodosztályba.
1910-ben az Eendracht Nijmegen egyesült az NVV Nijmegen csapatával, ekkor vették fel a klub jelenlegi nevét. Első találkozójukat az amszterdami DEC ellen játszották, melynek 0-0 lett a vége.
A csapat hazai pályája 1945 óta a 12 500 férőhelyes Stadion de Goffert.
A klub fennállása során nem örülhetett túl sok sikernek. Két alkalommal nyerték meg a másodosztályt (Eerste Divisie), 1975-ben és 2015-ben és egyszer a harmadosztályban (Tweede Divisie) szereztek bajnoki címet, még 1964-ben. Legjobb helyezésük az élvonalban egy 5. hely volt a 2002-03-as szezonban.
Emellett négyszer jutottak be a Holland Kupa döntőjébe (1973, 1983, 1994, 2000), de nyerniük egyszer sem sikerült.
A nemzetközi porondon a legjobb szereplésük az 1983-84-es KEK idényben volt, ahol a norvég SK Brann legyőzésével bejutottak a legjobb 16 közé, ott azonban az FC Barcelona jobbnak bizonyult a hollandoknál.

## A NEC az európai porondon
- 1R = első kör
- 1/8 = nyolcaddöntő

| Szezon  | Bajnokság      | Kör        | Ország        | Klub                     | Eredmény   |
| ------- | -------------- | ---------- | ------------- | ------------------------ | ---------- |
| 1969    | Intertotó-kupa | Selejtező  | Csehország    | TJ ZVL Žilina            | 1-1, 1-2   |
|         |                |            | Svédország    | Örebro SK                | 0-0, 1-1   |
|         |                |            | Svájc         | AC Bellinzona            | 2-0, 3-3   |
| 1978    | Intertotó-kupa | Selejtező  | Belgium       | Royal Antwerp FC         | 3-2, 0-2   |
|         |                |            | Németország   | MSV Duisburg             | 4-2, 0-6   |
|         |                |            | Franciaország | FC Girondins de Bordeaux | totaal 3-4 |
| 1983/84 | KEK            | 1R         | Norvégia      | SK Brann                 | 1-1, 1-0   |
|         |                | 1/8        | Spanyolország | FC Barcelona             | 2-3, 0-2   |
| 1986    | Intertotó-kupa | Selejtező  | Németország   | Fortuna Düsseldorf       | 4-3, 0-3   |
|         |                |            | Magyarország  | MTK Hungária FC          | 0-3, 2-2   |
|         |                |            | Belgium       | RFC de Liège             | 0-1, 1-1   |
| 2003/04 | UEFA-kupa      | 1R         | Lengyelország | Wisła Kraków             | 1-2, 1-2   |
| 2004    | Intertotó-kupa | 2R         | Írország      | Cork City                | 0-0, 0-1   |
| 2008/09 | UEFA-kupa      | 1R         | Románia       | FC Dinamo București      | 1-0, 0-0   |
|         |                | Csoportkör | Horvátország  | GNK Dinamo Zagreb        | 2-3        |
|         |                |            | Anglia        | Tottenham Hotspur FC     | 0-1        |
|         |                |            | Oroszország   | FK Szpartak Moszkva      | 2-1        |
|         |                |            | Olaszország   | Udinese Calcio           | 2-0        |
|         |                | 1/32       | Németország   | Hamburger SV             | 0-3, 0-1   |

## Jelenlegi keret
2024. február 1-i állapotnak megfelelően.

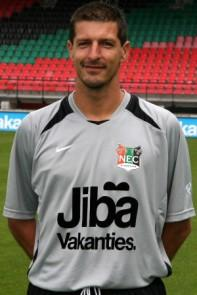
Babos Gábor korábbi csapatkapitány

| #  |     | Poszt | Név                                                   |
| -- | --- | ----- | ----------------------------------------------------- |
| 1  | NED | K     | Jasper Cillessen                                      |
| 2  | CGO | V     | Brayann Pereira (kölcsönben az Auxerre csapatától)    |
| 3  | NED | V     | Philippe Sandler                                      |
| 4  | DEN | V     | Mathias Ross (kölcsönben a Galatasaray csapatától)    |
| 5  | NED | V     | Youri Baas (kölcsönben a Ajax csapatától)             |
| 6  | NED | KP    | Mees Hoedemakers                                      |
| 9  | SUR | KP    | Tjaronn Chery (kölcsönben a Makkabi Haifa csapatától) |
| 10 | NED | CS    | Sontje Hansen                                         |
| 11 | ESP | KP    | Rober (kölcsönben a Betis csapatától)                 |
| 12 | NED | CS    | Bas Dost                                              |
| 14 | NOR | CS    | Lars Olden Larsen                                     |
| 17 | NED | V     | Bram Nuytinck                                         |
| 18 | JPN | CS    | Ogava Kóki (kölcsönben a Jokohama FC csapatától)      |

| #  |     | Poszt | Név                                                                       |
| -- | --- | ----- | ------------------------------------------------------------------------- |
| 19 | NED | KP    | Sylla Sow                                                                 |
| 20 | DEN | KP    | Lasse Schöne ()                                                           |
| 22 | NED | K     | Robin Roefs                                                               |
| 23 | JPN | KP    | Szano Kódai                                                               |
| 24 | NED | V     | Calvin Verdonk                                                            |
| 27 | LUX | KP    | Yvandro Borges Sanches (kölcsönben a Borussia Mönchengladbach csapatától) |
| 28 | NED | V     | Bart van Rooij                                                            |
| 29 | NED | KP    | Kas de Wit                                                                |
| 30 | NED | V     | Daan Maas                                                                 |
| 31 | NED | K     | Rijk Janse                                                                |
| 32 | NED | KP    | Nils Rossen                                                               |
| 71 | NED | KP    | Dirk Proper                                                               |